# Metopius basalis
Metopius basalis är en stekelart som beskrevs av Cresson 1879. Metopius basalis ingår i släktet Metopius och familjen brokparasitsteklar. Utöver nominatformen finns också underarten M. b. heinrichi.